# 战时共产主义
战时共产主义（羅馬化：Vojenný kommunizm），又译军事共产主义，是苏俄在1918年—1921年国内战争时期推出的一项经济措施，旨在最大限度地保障非常时期布尔什维克政权的城镇和军队的粮食与武器供应。该政策由最高国民经济委员会于1918年6月颁布实施，1921年3月21日被列宁的新经济政策取代。

## 政策
战时共产主义政策的实施帮助了新生的苏维埃政权挺过了国内战争的危机。鉴于该政策取得的成功，在1920年底俄国国内战争基本结束的情况下，战时共产主义政策不但没有收缩，却反而被加强。而此时的俄国已因多年的战争而民穷财尽，1921年的重工业产量只有一战前1913年的20%，1918年至1920年，彼得格勒失去了75%的人口，莫斯科减少了50%。7年的战争加之严重的干旱造成了巨大的灾荒，全俄约300万人至1000万人饿死。发挥了重大威力的战时共产主义政策在和平时期再也无法推行，农民们普遍抗粮不交，粮食的征收不得不动用军队才能完成。农民与工人的罢工活动甚至矛头指向了苏维埃政权。发生在坦波夫的叛乱席卷了全国，甚至连十月革命的中坚分子喀琅施塔得水兵也打出了“要苏维埃，不要共产党的苏维埃”参与叛乱。苏维埃政权出现的政治危机震惊了革命的领导人列宁，他说：“我们计划……用无产阶级国家直接下命令的办法在一个小农国家里按共产主义原则来调整国家的产品生产和分配。现实生活说明我们错了。”1921年3月21日的俄共（布）第十次全国代表大会决议通过了新经济政策，代替了先前施行的战时共产主义。